# Bemisia centroamericana
Bemisia centroamericana là một loài côn trùng cánh nửa trong họ Aleyrodidae, phân họ Aleyrodinae.
Bemisia centroamericana được Martin miêu tả khoa học đầu tiên năm 2005.